# Siddi
Siddi (sardinski: Sìddi) je grad i općina (comune) u pokrajini Južnoj Sardiniji u regiji Sardiniji, Italija. Nalazi se na nadmorskoj visini od 184 metra i ima 654 stanovnika.
 Prostire se na 11,02 km². Gustoća naseljenosti je 59 st/km².
Susjedne općine su: Baressa, Collinas, Gonnoscodina, Gonnostramatza, Lunamatrona, Pauli Arbarei i Ussaramanna.